# Éva (magazin)
A Éva  magyar női magazin, havonta jelenik meg 2007 óta.

## Magyar magazin
A lap a női lapok általános tematikáit dolgozza fel: divat, életmód, háztartás, horoszkóp stb. Szerepel a magyar márkákat összesítő Magyar Brands gyűjtésében.